# Villum Lange
Villum Lange, deutsch auch Wilhelm Lange und latinisiert Wilhelmus Langius, (* 15. Januar 1624 in Helsingør; † 22. Mai 1682 in Kopenhagen) war ein dänischer Mathematiker, Astronom und Verfassungsrichter.

## Leben und Werk
Lange studierte in den frühen 1640er Jahren an der Universität Kopenhagen. Von 1646 bis 1650 unternahm er eine Studienreise, die ihn nach Oxford, Paris und Leiden führte. In Leiden veröffentlichte er 1649 eine Schrift zur Bibel, in der er die Bewegung der Erde um die Sonne bestritt. Diese Position revidierte er 1667. Er legte den ersten Schöpfungstag auf den 30. April 4042 vor Christus fest und kam zu dem Schluss, dass die Kreuzigung Christi an einem Donnerstag stattgefunden habe. In Dänemark äußerten viele Wissenschaftler Zweifel an seinen theologischen Hypothesen.
Trotzdem wurde er 1650 zum Professor der Mathematik an die Universität Kopenhagen berufen. Bis 1652 studierte er weiter in Leipzig (1650), Padua (1651) und Florenz (1652) und erhielt 1653 in Kopenhagen den Magistergrad. Neben mathematischen Fächern beschäftigte er sich zu dieser Zeit auch mit Astronomie. 1656 veröffentlichte er sein Werk De veritatibus geometricis libri II. In diesem Werk verteidigte er die Mathematik erkenntnistheoretisch gegen skeptische Ansätze nach Art eines Sextus Empiricus oder eines Marcus Meibom.
Durch dieses Werk erlangte er die Aufmerksamkeit des dänischen Königs Friedrich III. und des Prinzen Christian V. Von diesen wurde er in diplomatische und verfassungsrechtliche Aufgaben des dänischen Staates eingebunden. Lange führte 1658 Verhandlungen mit dem schwedischen Friedensunterhändler Sten Bjelke infolge des von Friedrich III im Juli 1657 gegen Schweden begonnenen Krieges. Im selben Jahr wurde er als Vertreter der Universitäten, als 21. und letztes Mitglied in eine Kommission berufen, deren Aufgabe in der Erarbeitung der absolutistischen Verfassung, des sogenannten Königsgesetzes, bestand. In der Folge wurde Lange Mitglied des obersten dänischen Gerichtshofes.

## Werke von Villum Lange
- De Annis Christi Libri Duo (1649)
- De Veritatibus Geometricis Libri. II. : Prior, contra Scepticos & Sextum Empiricum, Posterior, contra Marcum Meibomium. (1656)